# Машина

Паровая машина

Маши́на (лат. machina «устройство, конструкция» ← др.-греч. μηχανή «приспособление, способ») — техническое устройство, выполняющее механические движения (см. уточнение ниже) для преобразования энергии, материалов и информации.
В более расширенном современном определении, появившемся с развитием электроники, машиной является технический объект, состоящий из взаимосвязанных функциональных частей (деталей, узлов, устройств, механизмов и др.), использующий энергию для выполнения возложенных на него функций. В этом понимании машина может и не содержать механически движущихся частей. Примером таких устройств служат электронно-вычислительная машина (компьютер), электрический трансформатор, ускоритель заряженных частиц, гейзерная кофеварка.
Машины используются для выполнения определённых действий:
- с целью уменьшения нагрузки на человека
- полной замены человека при выполнении конкретной задачи.
- для преобразования энергии из одного вида в другой, например: выработка электричества, преобразования электричества в механическую энергию.

Они являются основным средством для повышения производительности труда.

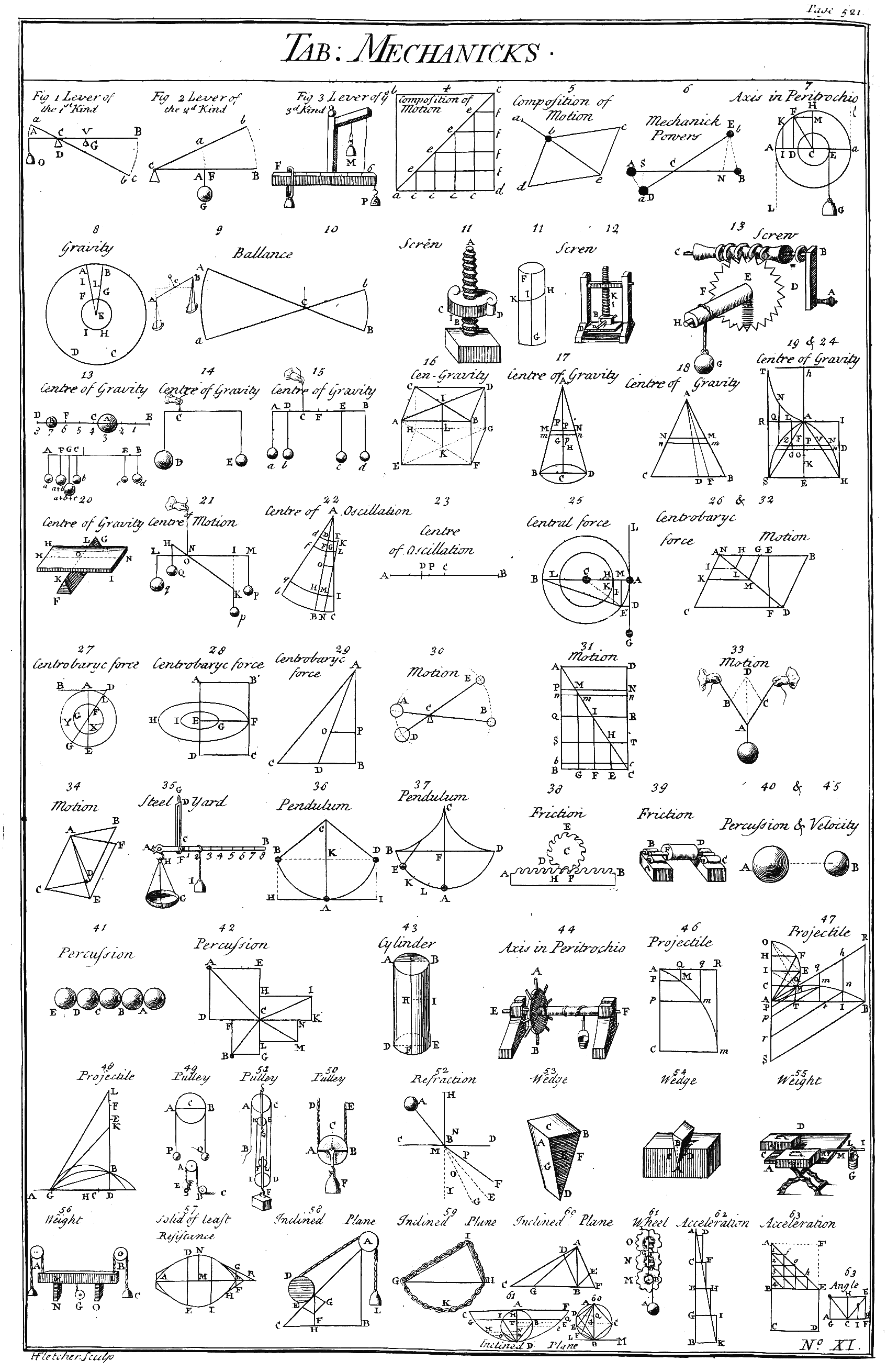
Таблица простых механизмов, из Энциклопедии Чемберса, 1728. Это «словарь» для понимания более сложных машин.

Простая машина — меняющий направление или величину силы механизм.

## История

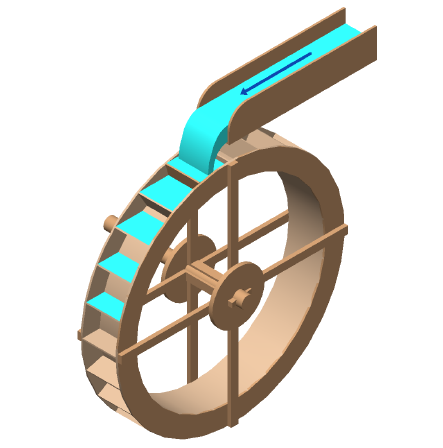
Наливное водяное колесо.

Подъём шаров с помощью архимедова винта.

Римская пилорама из Иераполиса из 3-го столетия н. э., наиболее ранняя известная машина с соединением кривошипа и шатуна.

Ряд простых машин (клин, рычаг, колесо, блок) известны с доисторических времён.
Первым известным прообразом сложной машины, как устройства для преобразования энергии из одного вида в другой, было наливное водяное колесо, его с древнейших времён использовали для ирригации древние египтяне и персы. Это механическое устройство служило для преобразования энергии падающей воды (гидроэнергии) в энергию вращательного движения.
В эпоху античности машины как механические устройства применялись для усиления человеческих возможностей применительно к одной точке: подъёмные блоки, рычаг, колёсные повозки, машина для замеса теста, винтовой пресс, шнек (винт Архимеда). Машинами также считались простые строительные леса.
Прообразы более сложных машин в качестве хитроумных устройств служили для развлечения публики, как, например, паровая машина Герона.
Во времена Римской империи конструирование машин относилось к архитектуре, основные усилия инженеров были направлены на усовершенствование военной техники и ручных орудий труда, метательных орудий, устройств для распилки каменных блоков. 
В эпоху поздней Римской империи и средневекового Запада слово «машина» применялось лишь к осадным орудиям.
Еще с эпохи Римской империи известны водяные мельницы. Они использовались не только для размола зерна: при производстве бумаг были в употреблении особые мельницы для перемалывания тряпок, при выплавке металлов — машинные толчеи для раздробления руды. Применялись и ветряные мельницы. Однако применение двигательной силы лошади (конный привод), ветра, воды, хотя и находило широкое распространение в промышленности, однако не всегда подвергалось контролю.
Лишь создание в 1774 году Джеймсом Уаттом универсальной паровой машины положило начало технической революции и всё более ускоряющемуся техническому прогрессу. Уатт также изобрел паровой молот, который был впервые сооружен в 1842 году и стал одной из важнейших машин своего времени. 
Затем появилось сложное оборудование и двигательные установки, такие как изобретённые в 1889 году Густафом де Лавалем паровая турбина, в 1870—1890 годах — двигатель внутреннего сгорания (газовый — Николауса Отто, бензиновый — Готтлиба Даймлера и Карла Бенца, дизельный — Рудольфа Дизеля), в 1889 году Михаилом Доливо-Добровольским — электродвигатель переменного тока.
Функционирование новых машин начинает широко использовать явления механики, термодинамики, электромагнетизма. Технические объекты становятся сложными физически. Для обозначения отдельных видов технических устройств вводятся термины «аппарат», «прибор».
Исторически машину классифицировали как устройство, содержащее подвижные части и служащее для преобразования механической энергии. Однако с появлением и развитием электроники появились машины без подвижных частей.

## Устройство и составляющие
Основой устройства механической машины являются механизмы (например, кривошипно-шатунный механизм как часть паровой машины). Внешне разные машины могут содержать подобные или схожие механизмы. Но наиболее важные составляющие, остаются неизменными всегда, во всех машинах, такие как: двигатель, подвижные части и т. д.
Машина состоит из двигателя как источника энергии (движения), передаточного и исполнительного устройств и системы управления. Вместе первые три части обычно называют машинным агрегатом. Механическое передаточное устройство называют передаточным механизмом, а механическое исполнительное устройство — исполнительным механизмом.
В машинах либо двигатель, либо исполнительное устройство (либо и то, и другое вместе) совершают механические движения. Остальные части машины могут основываться на иных принципах действия (например, использовать законы оптики, электродинамики и т. д.).
Часть машинного агрегата, включающая двигатель и передаточное устройство, составляет привод. В машинах используют механические, а также комбинированные приводы — электромеханические, оптикомеханические, гидроэлектромеханические и т. п.
Двигатель и/или исполнительное устройство машины выполняют заданную функцию, совершая определённые движения — например, перемещение поршня насоса, руки робота. Проектирование таких устройств заключается в создании механизмов, обеспечивающих, прежде всего, заданные вид и закон движения. Эти задачи решаются методами теории механизмов и машин.
Основной характеристикой двигателя машины является развиваемая им мощность. Одной из первых единиц измерения мощности была лошадиная сила (л. с.). Несмотря на то, что в Российской Федерации принята Международная система единиц (СИ) и единицей измерения мощности является ватт, лошадиная сила продолжает использоваться и в настоящее время.
Механическое передаточное устройство (передаточный механизм) предназначено для передачи механической энергии. Оно необходимо для согласования взаимного положения и параметров движения двигателя и исполнительного устройства. Это, в свою очередь, позволяет подразделить передаточные устройства на следующие:
- трансмиссии — только передают движение от удалённого двигателя к исполнительному устройству без изменения характеристик этого движения. Например, от двигателя автомобиля, расположенного в его передней части, к задним колёсам (ведущему мосту);
- передачи — согласуют параметры и вид движения на выходе двигателя с входными характеристиками исполнительного устройства. Механические передачи, замедляющие передаваемое движение, относят к редукторам, а ускоряющие — к мультипликаторам.

Исходя из закона сохранения энергии, на выходе машины не может оказаться больше энергии, чем на входе. Кроме того, часть энергии теряется из-за трения. Именно по этой причине невозможен вечный двигатель: из-за неизбежных потерь энергии на трение он рано или поздно остановится.

## Классификация машин

### По назначению

Энергетическая машина: гидравлическая турбина с электрическим генератором. A: генератор, В: турбина, 1 — статор, 2 — ротор, 3 — направляющий аппарат, 4 — лопасти турбины, 5 — поток воды, 6 — вал турбины и генератора.

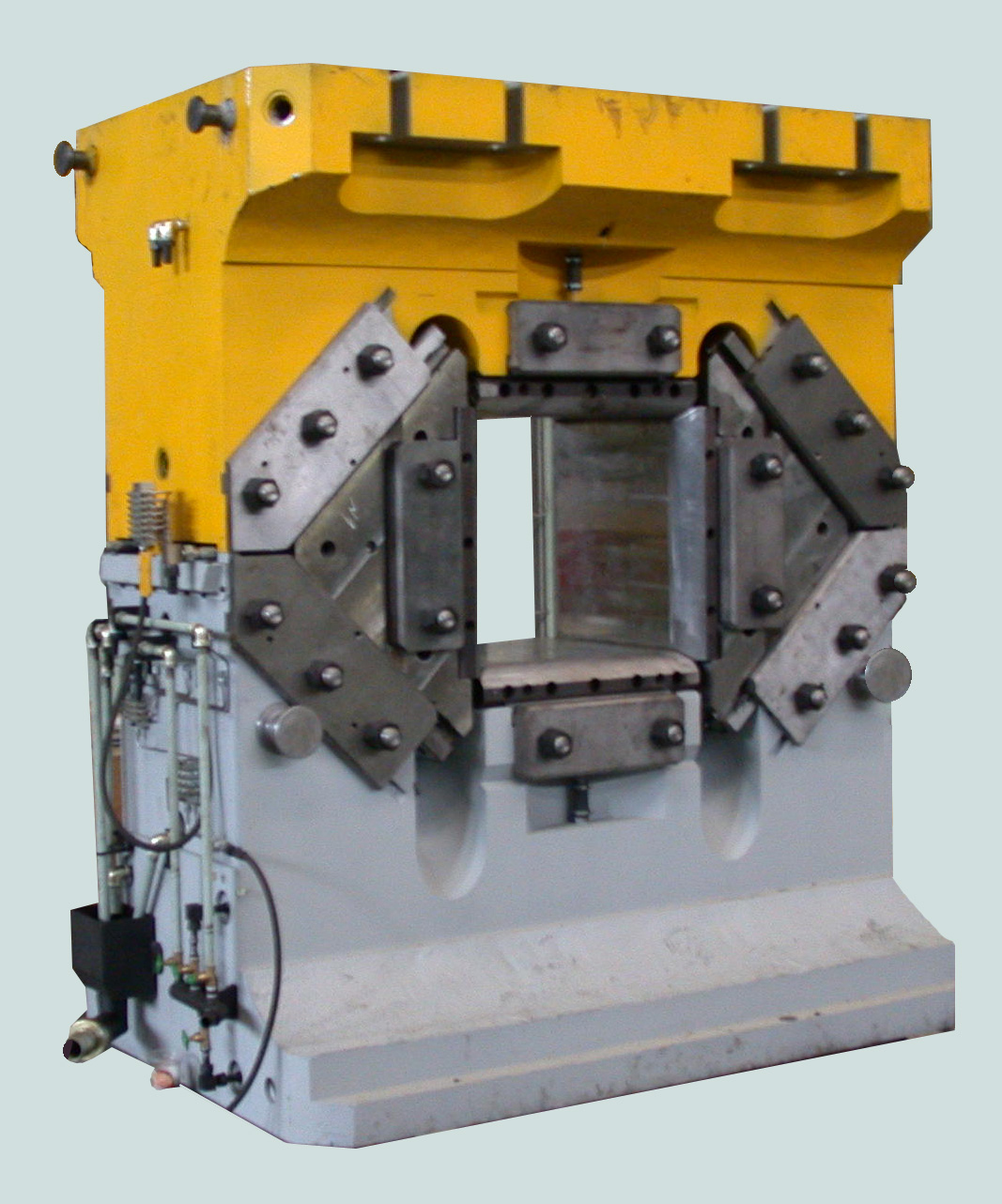
Технологическая машина: гидравлический кузнечный пресс.

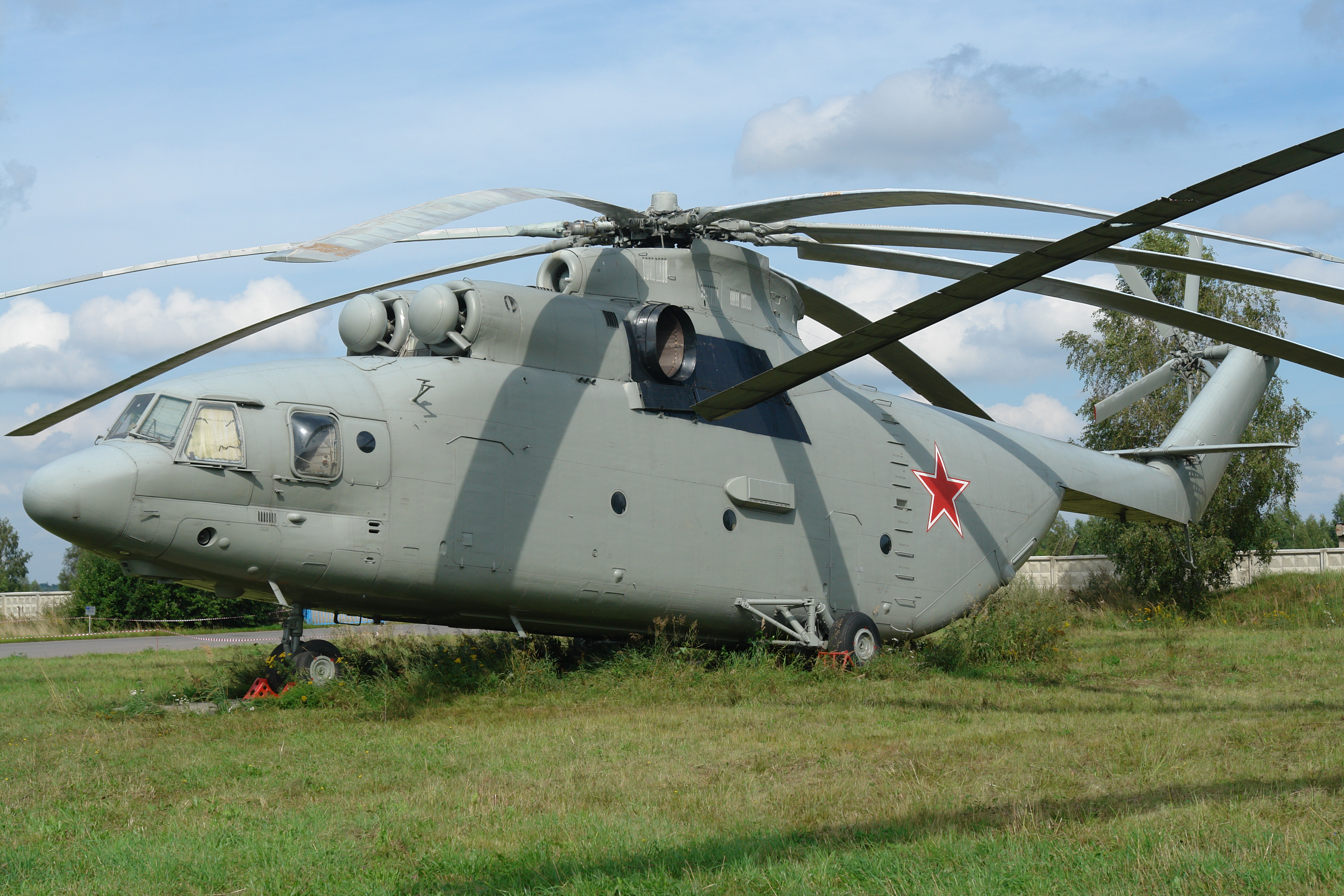
Транспортная машина: вертолёт Ми-26.

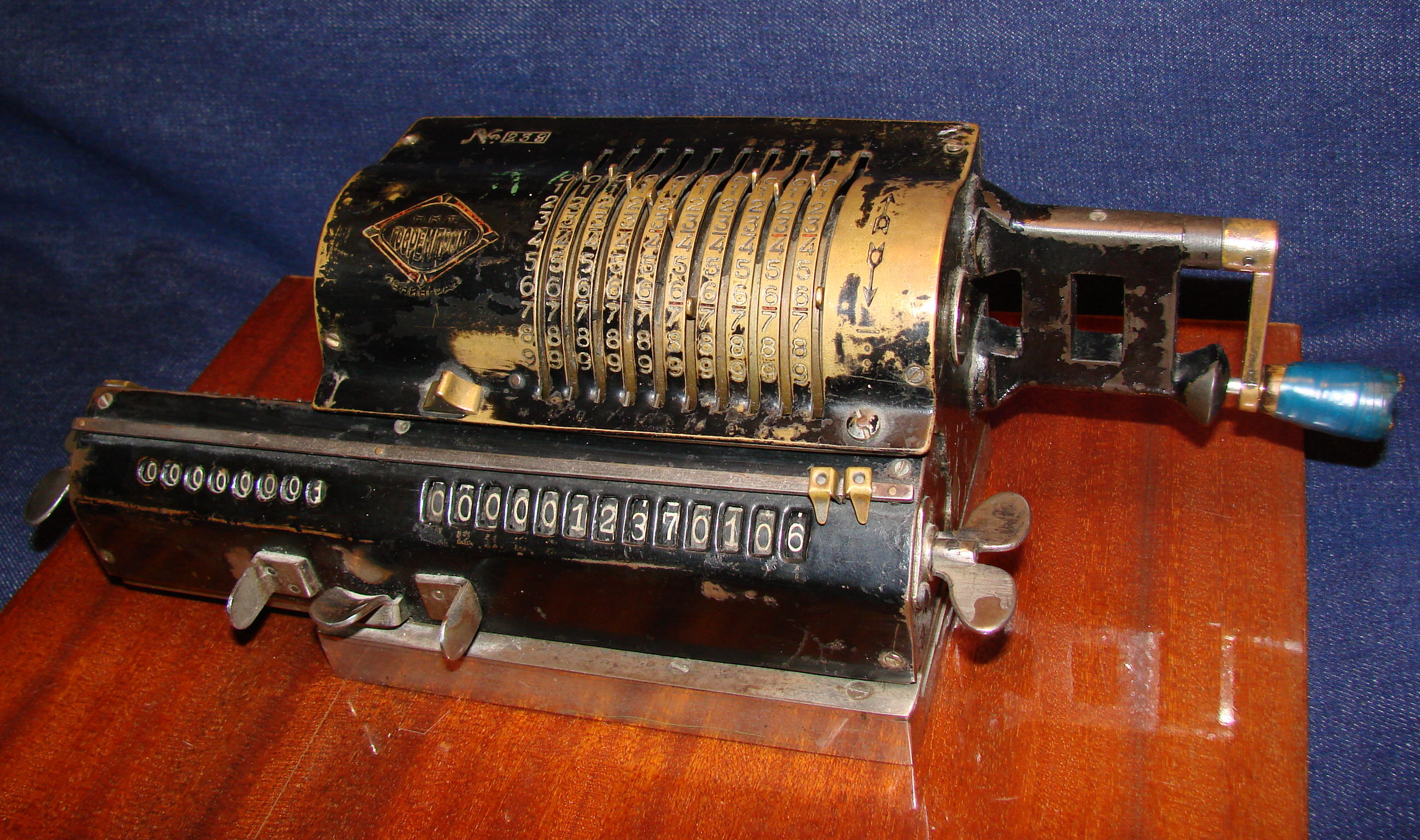
Информационная машина: арифмометр 1932 года выпуска.

Практически любую машину можно отнести к одной из трёх следующих групп:
- Энергетические машины — это машины, преобразующие один вид энергии в другой. К ним относятся:
  - двигатели — машины, которые превращают различные виды энергии в механическую работу (электродвигатели, паровые машины, гидротурбины, двигатели внутреннего сгорания);
  - генераторы — машины, которые преобразуют механическую энергию в любой другой вид энергии (электрогенераторы, поршневые компрессоры, механизмы насосов).
- Рабочие машины — это машины, использующие механическую или иную энергию для преобразования и перемещения предметов обработки и грузов. К ним относятся:
  - технологические машины и аппараты — мельницы, печи, станки, прессы и т. д., которые предназначены для изменения размеров, формы, свойств или состояния предмета обработки (сырья, полуфабрикатов, конечных изделий).
  - транспортные и подъёмно-транспортные машины — автомобили, канатные дороги, конвейеры, строительно-дорожные машины, лифты, самолёты и т. п. устройства, которые предназначены для перемещения предметов обработки, грузов и людей в пространстве.
- Информационные машины — это машины, которые предназначены для преобразования, обработки и передачи информации (различные механические и электронные регуляторы, компьютеры, музыкальные инструменты, аппараты связи и другие устройства передачи, обработки и хранения информации).

Тенденцией развития современных машин является создание комбинированных машин — машинных агрегатов. Машинным агрегатом называется техническая система, состоящая из одного или нескольких унифицированных агрегатов, соединённых последовательно или параллельно, и предназначенная для выполнения определённых полезных функций. Обычно в состав машинного агрегата входят: двигатель, передаточный механизм (их может быть несколько или не быть вовсе) и рабочая или энергетическая машина. В настоящее время в состав машинного агрегата часто включают информационную машину.
Использование информационных машин для управления энергетическими и рабочими машинами привело к появлению кибернетических машин, способных адаптироваться под изменения окружающей среды на основе использования систем искусственного интеллекта: (роботы, манипуляторы, машины-автоматы и гибкие производственные системы). Сочетание различных рабочих машин в одной конструкции привело к появлению машин-комбайнов, а комбинирование различных энергетических машин дало толчок к развитию гибридных конструкций.

### По степени универсальности
Машины по степени универсальности разделяют на три группы: универсальные, специализированные, специальные.
- Универсальные машины предназначены для осуществления разноплановых технологических и транспортных операций, связанных с обработкой и переработкой различных предметов обработки, энергетических или информационных потоков. Это самая распространённая группа машин, к которым можно отнести универсальные металлорежущие станки, кузнечно-прессовые машины, транспортные и транспортирующие машины. Перечень операций или работ, которые выполняются универсальной машиной, достаточно широк. Машины, которые используются для выполнения очень большого диапазона работ, называются широкоуниверсальными. Сюда же можно отнести персональные компьютеры, функции которых зависят от вида программного обеспечения, выполняемого на них в данный момент.
- Специализированные машины предназначены для обработки или переработки объектов одной номенклатуры, отличающихся формой, размером или свойствами (зубообрабатывающие или резьбонарезные станки, доменные печи, вальцовочное оборудование, сельскохозяйственные машины, печатные машины и т. д.). К этой группе можно отнести программируемые логические контроллеры, функции которых ограничиваются кругом задач управления, для которых они созданы.
- Специальные машины предназначены для обработки или переработки предметов труда только определённой формы, размеров или свойств, а также для выполнения какой-либо специфической работы или операции. Это могут быть станки для обработки, например, лопаток газовых турбин, автомобили для перевозки только определённого вида груза (цементовозы, бензовозы, панелевозы) и т. д. Здесь можно также вспомнить электронные устройства (измерительные, бытовые, связи и т. д.), построенные на однокристальных ЭВМ, где схемно и программно заложено именно те функции, которые свойственны и необходимы данному прибору.

### По степени автоматизации

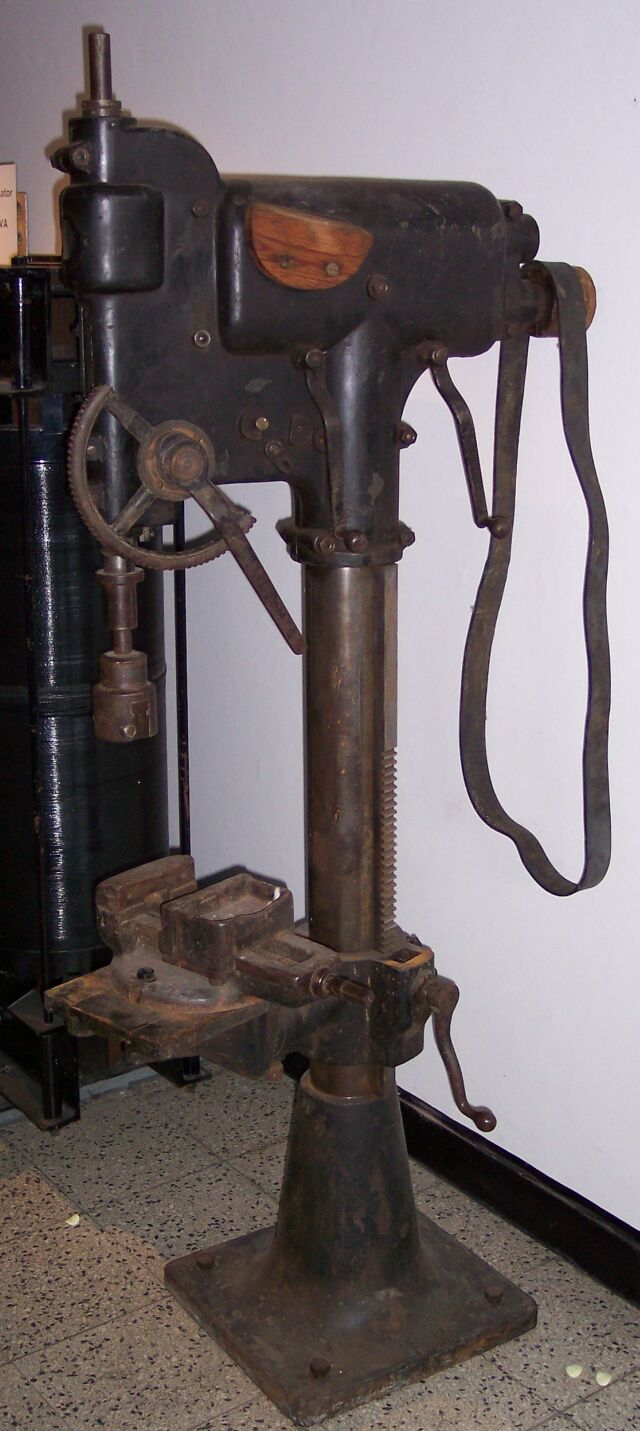
Сверлильный станок: машина с ручным управлением.

По степени автоматизации все машины делятся на машины с ручным управлением, автоматы и полуавтоматы.
1. Машины с ручным управлением выполняют свои функции только при непосредственном участии в их работе человека. Человек осуществляет пуск машины, управление работой всех её механизмов и остановку машины после выполнения определённых работ или операций (металлорежущие и деревообрабатывающие станки, строительные машины, транспортные и транспортирующие машины, швейные машины и т. д.).
2. Автомат — самостоятельно действующая машина, которая выполняет свою функцию по заданной управляющей программе без непосредственного участия человека в процессе обработки, преобразования, передачи и использования материальных объектов, энергии или информации. Различают машины-автоматы технологические (например, металлорежущие станки-автоматы, литейные автоматы, автоматизированные агрегаты и т. п.), энергетические (автоматические приборы и средства энергосистем, электрических машин и сетей), транспортные (автостоп, автопилот), вычислительные машины, торговые (автомат для приготовления блюд, магазин-автомат), бытовые автоматы. В зависимости от условий работы и вида используемой энергии, существуют автоматы, которые включают механические, гидравлические, электрические (электронные), пневматические и комбинированные устройства.
3. Автоматизированные устройства (полуавтоматы) — это машины, в которых рабочий цикл, осуществляющийся на основе предварительно заданной управляющей программы, прерывается и для его повторения необходимо обязательное вмешательство человека (кофемашина, СВЧ-печь и др.).

## Общие характеристики работы машин
Машина соответствует своему назначению только в том случае, если она характеризуется следующими требуемыми характеристиками:
- производительность — чем она выше, тем ниже себестоимость продукции;
- экономичность — машина должна иметь большой коэффициент полезного действия, занимать меньшую площадь, тратить меньше энергии, топлива, обеспечивать повышенную точность, требовать меньших затрат труда на обслуживание и ремонт и т. п. Всего этого можно достичь совершенствованием конструктивной схемы машины, рациональным выбором её основных параметров и конструктивных форм, использованием автоматических систем для регулирования и управления машиной и обеспечением оптимизации рабочего режима.;
- эксплуатационная надёжность — свойство машины выполнять заданные функции, сохраняя при этом свои эксплуатационные показатели в допустимых пределах, в течение заранее заданного промежутка времени. Показателем надёжности может быть вероятность безотказной работы машины в назначенном интервале времени при минимальных ремонтных затратах. Чем ближе к единице вероятность безотказной работы, тем выше надёжность машины;
- долговечность — способность машины и её узлов противостоять воздействию старения, износа, коррозии и т. д. Определяет такое состояние машины, при котором она способна выполнять заданные функции с параметрами по требованиям технической документации с сохранением прочности, неизменности формы и размеров, устойчивости против срабатывания, необходимой механической жёсткости, тепло- и виброустойчивости. Работоспособность деталей машин обеспечивается приданием им соответствующих размеров и форм, рациональным подбором материалов для изготовления их с использованием укрепляющих технологий, применением антикоррозионной защиты и соответствующей смазки;
- технологичность конструкции — степень соответствия конструкции машины оптимальным условиям производства при заданном масштабе выпуска продукции;
- экологичность машины — её способность выполнять свои функции без вредного воздействия на окружающую среду или с минимизацией такого влияния. Экологичность обеспечивается при проектировании и конструировании машины использованием технологически чистых источников энергии, предотвращением вредного загрязнения производственных помещений, нейтрализацией продуктов рабочего процесса машины, соответствующей герметизацией её рабочих объёмов, использованием материалов для деталей из учётом возможности утилизации после выхода из строя, обеспечением выполнения функции машины с низким уровнем шума и вибраций.
- безопасность в эксплуатации характеризует пригодность конструкции машины к нормальной эксплуатации в течение определённого технической документацией срока службы без аварийных разрушений, опасных для обслуживающего персонала, производственного оборудования, а также других смежных объектов.
- стоимость — зависит в первую очередь от массы машины; чем она меньше, тем больше экономия металлов и других материалов и тем ниже стоимость машины. На стоимость влияет и много других факторов, таких как степень совершенства технологического процесса производства, степень унификации конструкции машины, стоимость материалов и покупных изделий, необходимых для её изготовления и т. д.

Прежде всего машина должна полностью соответствовать требованиям и нормам конструкторской документации, технических условий и стандартов.

## Функциональная структура машин
По функциональными признакам в структуру машины входят взаимосвязанные механизмы, на каждый из которых возложена определённая функция. Механизмы могут состоять из твёрдых тел, содержать гидравлические, пневматические, электрические компоненты, работа которых базируется на использовании жидких, газообразных тел или электрического тока соответственно.
C точки зрения функционального назначения механизмы машин делятся на следующие виды:
- механизмы двигателей и преобразователей (турбины, генераторы, насосы и т. д.);
- передаточные механизмы (редукторы, ремённые передачи, цепные передачи и т. д.);
- исполнительные механизмы (механизмы прессов, механизмы перемещения инструмента, механизм ковша экскаватора и т. д.);
- средства управления, контроля и регулировки (датчики, действие которых основано на изменении электрического сопротивления, ёмкости, индуктивности, а также на возникновении электродвижущей силы в процессе действия контролируемых механических, акустических, тепловых, электрических, магнитных, оптических или радиационных величин; программируемые логические контроллеры, системы ЧПУ и др.);
- средства подачи, транспортировки, питания и сортировки (механизмы винтовых шнеков, скребковых и ковшовых элеваторов, для транспортировки и подачи сыпучих материалов, механизмы сортировки готовой продукции по размерам, форме, виду и т. д.);
- средства автоматического учёта, дозировки и упаковки готовой продукции (механизмы дозировки и упаковки пищевых продуктов, механизмы дозировки и розлива продукции в виде жидкости и т. д.).

В зависимости от назначения, конструкции и принципа работы конкретной машины в её состав могут входить несколько механизмов одинакового назначения (например, механизмов двигателей или насосов, передающих или исполнительных механизмов) или некоторые из рассмотренных видов механизмов могут отсутствовать. Рабочая машина чаще всего состоит из трёх основных механизмов: двигателя, трансмиссии и исполнительного, или собственно рабочего механизма, которым определятся специализация машины и ради которого машина и создаётся (металлообрабатывающая машина, зерноуборочный комбайн и т. д.).

## Конструктивная структура
Конструктивно машина состоит из деталей, узлов и агрегатов. Каждый из этих элементов имеет предметную или функциональную специализацию, полное назначение и вместе с тем согласуется с другими элементами машины, образуя в совокупности целостную действующую конструкцию.

### Детали машин
Деталь — элемент машины, представляющий собой одно целое, который не может быть разобран без разрушения на более простые составляющие части. Количество деталей в современных машинах достигает десятков тысяч. Выполнение машин из деталей прежде всего вызвано необходимостью обеспечения относительных движений (степеней свободы) её частей. Но неподвижные и взаимно неподвижные части машин (звенья) также выполняют из отдельных соединённых деталей. Это даёт возможность применять оптимальные материалы, быстро восстанавливать работоспособность изношенных машин, заменяя только простые и изношенные детали, что облегчает их изготовление, обеспечивает возможность и удобство процесса сборки машин.
По признакам применения и распространённости в машиностроении детали можно разделить на группы:
- стандартные — это детали, изготавливаемые в соответствии с государственными, отраслевыми стандартами или стандартами предприятия;
- унифицированные — это детали, заимствованные из другого изделия, то есть ранее спроектированные как оригинальные;
- оригинальные — детали конструируют для определённой машины и они, как правило, раньше не проектировались и не изготавливались.

### Узлы машин
Узел — часть машины, представляющая собой разъёмное или неразъёмное соединение нескольких деталей, которое можно собрать отдельно от других составных частей машины или механизма и которое способно выполнять определённые функции в изделиях одного назначения только совместно с другими составными частями. Особенностью каждого конкретного узла является то, что он может выполнять свои функции только в составе определённой машины, для которой он предназначен. Характерными примерами узлов могут быть сварные корпуса, гидро- и пневмоцилиндры, планетарные механизмы, тормозные устройства, шпиндельные блоки, обгонные муфты, предохранительные клапаны и др.

### Агрегаты
Агрегат — нормализованный узел машины, который обеспечивает полную взаимозаменяемость и самостоятельно выполняет свойственные ему функции. Это даёт возможность использовать агрегаты не только в конструкции какой-то определённой машины, а составлять из них, в зависимости от потребностей производства, машины разных компоновок (машинные агрегаты). Так, например, в машиностроительном производстве получили широкое использование агрегатные станки, в состав которых входят только нормализованные элементы (агрегаты) в виде силовых столов, многопозиционных поворотных столов, силовых головок, шпиндельных коробок и гидропанелей. Благодаря стандартизированным соединительным размерам из этих элементов могут компоноваться агрегатные станки различного назначения.
Типичными образцами агрегатов, входящих в состав машин, являются электрические двигатели, редукторы, насосы, различного назначения, гидроагрегаты в виде гидроусилителей, генераторы электрического тока, компрессоры и многие другие. Из агрегатов компонуют некоторые машины сельскохозяйственного производства; большое количество агрегатов входит в состав машиностроительной, транспортной и транспортирующей техники, машин химической и перерабатывающей промышленности, прокатных станов металлургического производства.

## Особенности взаимодействия в системе «человек-машина»

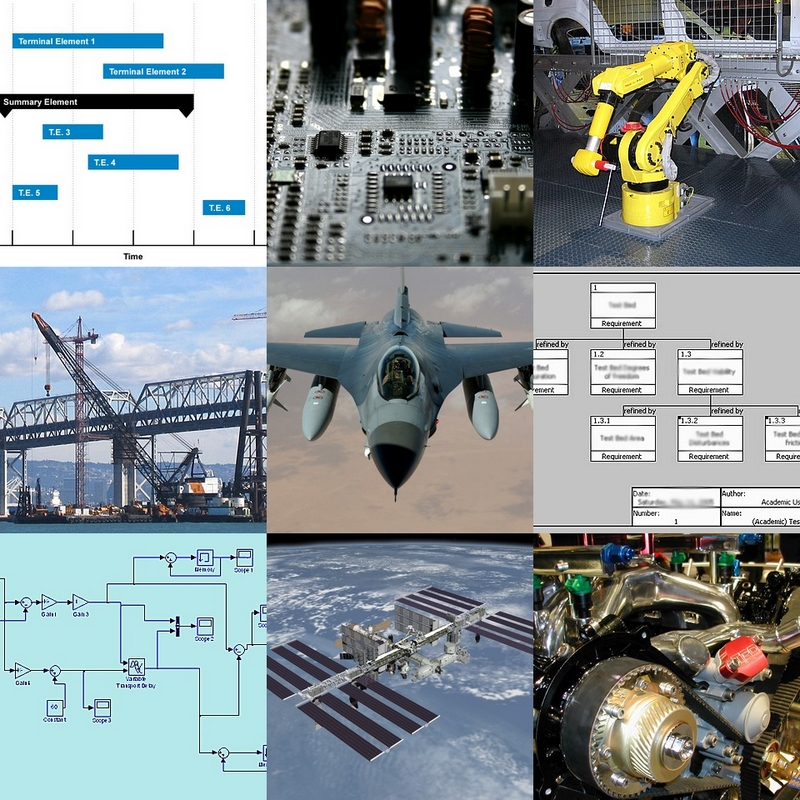
Изучение взаимодействия человек-машина нашло своё применение в сложных проектах: в разработке космической техники и компьютерных чипов, в робототехнике, интеграции программного обеспечения и в мостостроении.

Под системой «человек-машина» подразумевается система, включающая человека-оператора (группу операторов) и машину, с помощью которой осуществляется трудовая деятельность. Система «человек-машина» представляет собой частный случай управляющих систем, в которых функционирование машины и деятельность человека связаны единым контуром регулирования. При организации взаимосвязи человека и машины основная роль принадлежит уже не столько анатомическим и физиологическим, сколько психологическим свойствам человека: восприятию, памяти, мышлению, вниманию и т. п. От психологических свойств человека во многом зависит его информационное взаимодействие с машиной. Особенности этого взаимодействия является объектом изучения инженерной психологии, общей теории систем и её прикладного направления, системотехники.
Под системой в общей теории систем понимается комплекс взаимосвязанных и взаимодействующих между собой элементов, предназначенный для решения единой задачи. Системы могут быть классифицированы по различным признакам. Одним из них может быть степень участия человека в работе системы.
С этой точки зрения различают автоматические, автоматизированные и неавтоматические системы. Работа автоматической системы осуществляется без участия человека. В неавтоматических системах управляющие воздействия осуществляются исключительно человеком, а в работе автоматизированной системы принимает участие как человек, так и технические устройства. Собственно говоря, именно последние системы и являются системами «человек-машина».
На практике применяются самые разнообразные виды систем «человек-машина». Основой их классификации могут быть следующие четыре группы признаков:
- целевое назначение системы — управляющие, обслуживающие, учебные, информационные, исследовательские. Особенность управляющих и обслуживающих систем заключается в том, что объектом целенаправленных воздействий в них является машинный компонент системы. В учебных и информационных системах направление воздействий противоположное — на человека. В исследовательских системах воздействие имеет оба направления;
- характеристики человеческого звена — моносистемы, когда машина или система машин взаимодействует с одним человеком, и полисистемы, когда в управлении участвует коллектив людей;
- тип и структура машинного звена — по степени сложности выполняемых функций можно выделить простые машины (инструменты, энергопреобразователи и т. д.), сложные машины (прокатные станы, энергетическое оборудование, автоматизированные линии) и системотехнические комплексы (воздушный лайнер, промышленное предприятие, вычислительный центр, транспортная система и т. д.);
- вид взаимодействия компонентов системы — может быть непрерывным и эпизодическим (регулярным или стохастическим).

## Научные основы
Научной базой разработки и эксплуатации машин является машиноведение — отрасль науки и техники, которая занимается проектированием, расчётами, методами и средствами экспериментального определения упругодеформированного состояния; испытанием, изготовлением, эксплуатацией и ремонтом деталей, узлов, отдельных механизмов и машин в целом; созданием рациональных конструкций, повышением работоспособности, надёжности и долговечности деталей машин; разработкой новых и совершенствованием имеющихся технических и конструкторских решений, обеспечивающих повышение качества и эффективности работы, независимо от области техники и назначения машин.

### Общие проблемы машиноведения
К общим проблемам машиноведения относятся:
- разработка принципов создания машин, методов расчётов и конструирования деталей и узлов машин;
- проведение системного анализа конструкций и обобщение инженерного опыта проектирования машин;
- изыскание путей повышения удельных показателей машин, усовершенствование имеющихся конструкций с целью повышения коэффициента полезного действия и уменьшения массы машин.

### Прикладные проблемы машиноведения
К прикладным проблемам машиноведения относятся:
- проведение структурного, кинематического и динамического анализа схем механизмов и машин;
- повышение работоспособности, надёжности и долговечности механизмов и машин.
- развитие теории и методов оптимального синтеза механизмов и машинных агрегатов по заданным условиям работы.
- разработка теории машин-автоматов;
- исследования кинематики механизмов и машин, методов и средств нагрузки их элементов, измерений напряжений, деформаций.

### Расчёт, проектирование и испытание машин
В этом направлении машиноведения актуальными проблемами являются:
- изучение влияния материалов, технологии обработки и условий эксплуатации на работоспособность, надёжность, долговечность машин и механизмов;
- испытание и диагностика деталей машин и узлов;
- разработка методов и средств диагностики машин;
- разработка методов и средств защиты машин от перегрузки.

## Другие значения
- В быту часто словом «машина» часто подразумевают транспортную машину — автомобиль.
- Абстрактное математическое понятие, синоним понятия «автомат», как, например, машина Тьюринга.